# 865 هـ
865 هـ هي سنة في التقويم الهجري امتدت مقابلةً في التقويم الميلادي بين سنتي 1460 و1461.

## مواليد
- عائشة الباعونية

## وفيات
- الأشرف سيف الدين إينال العلائي
- تقي الدين المقريزي
- حسن بن طوق بن معمر العنقري